# Russo-Balt

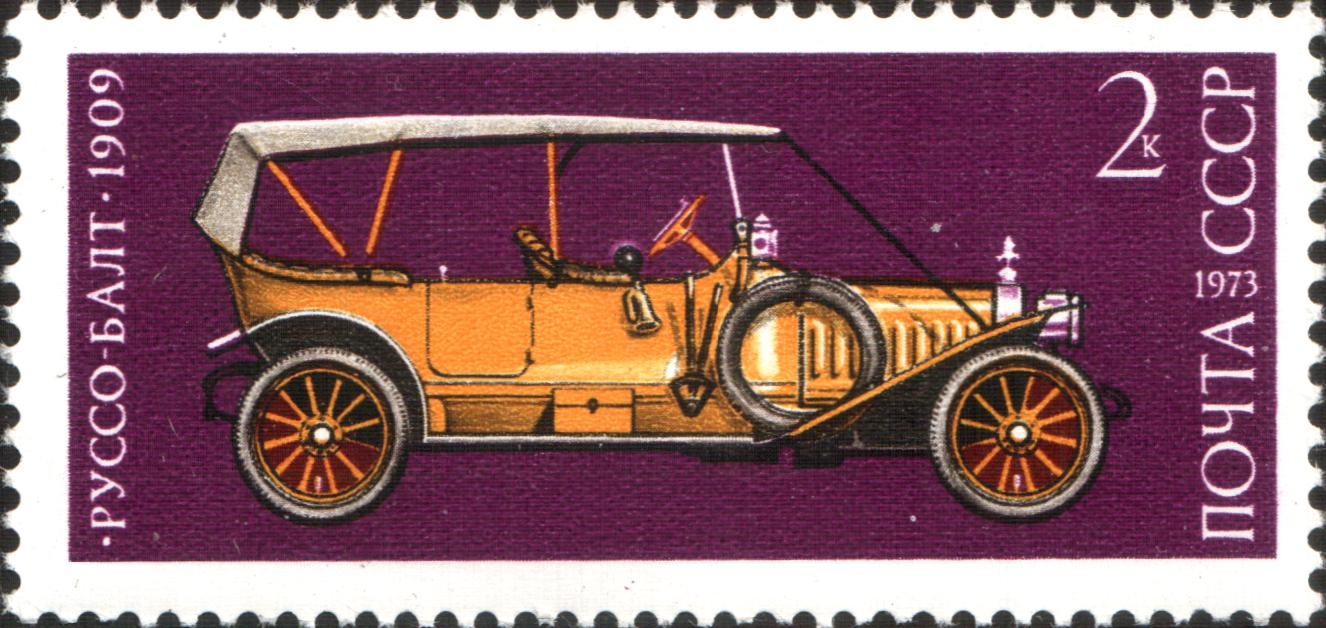
Russo-Balt, Sowjetische Briefmarke von 1973

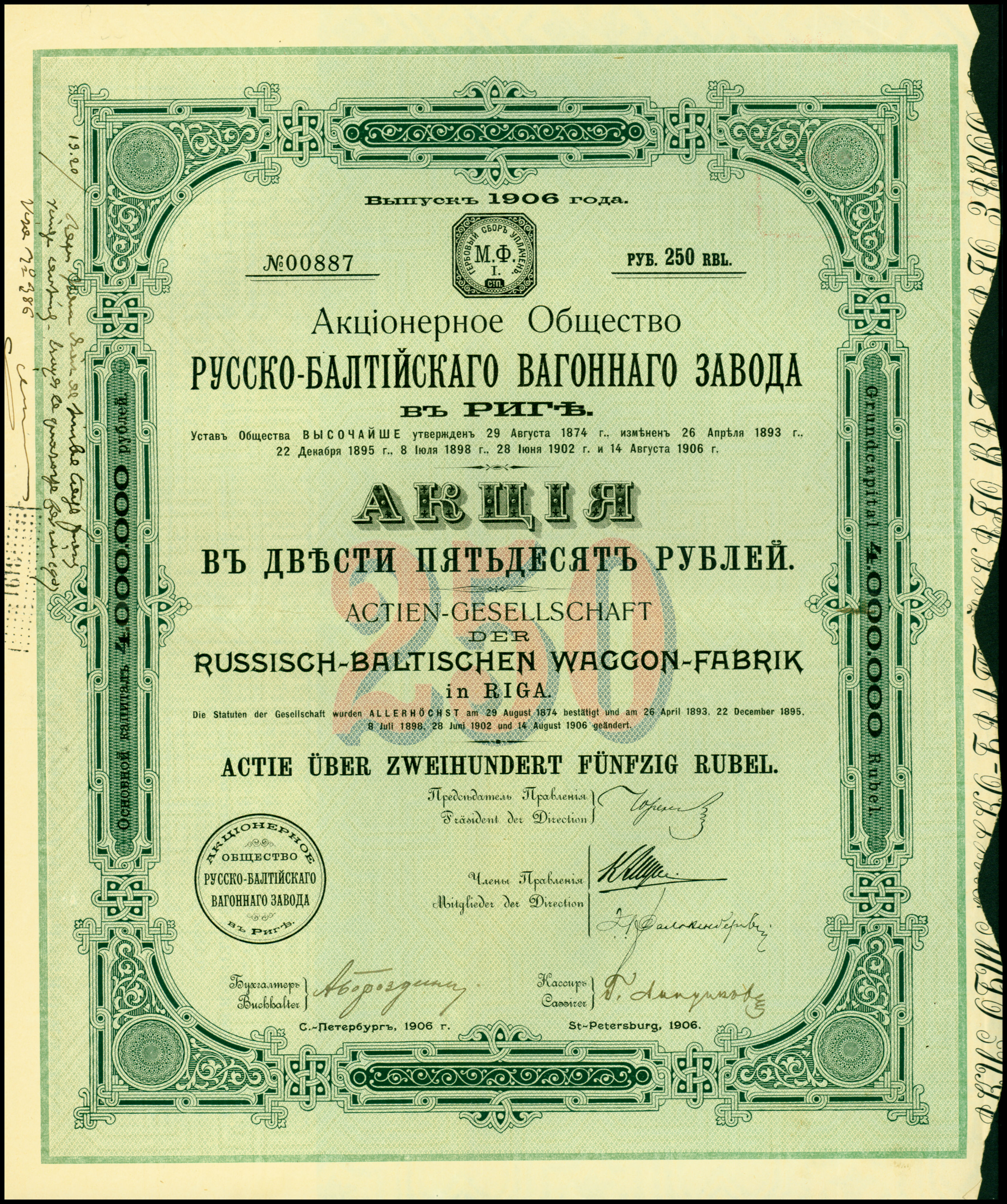
Aktie über 250 Rubel der Russisch-Baltischen Waggon-Fabrik von 1906

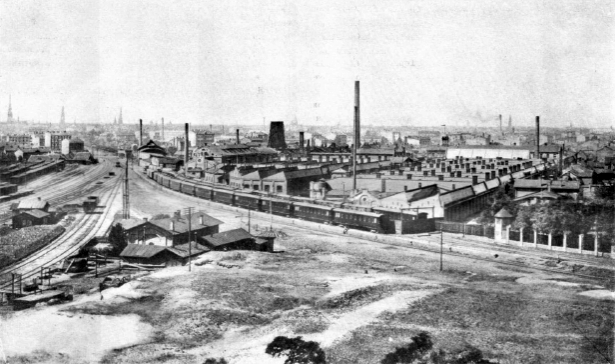
Russisch-Baltisches Waggonwerk RBWS, 1909

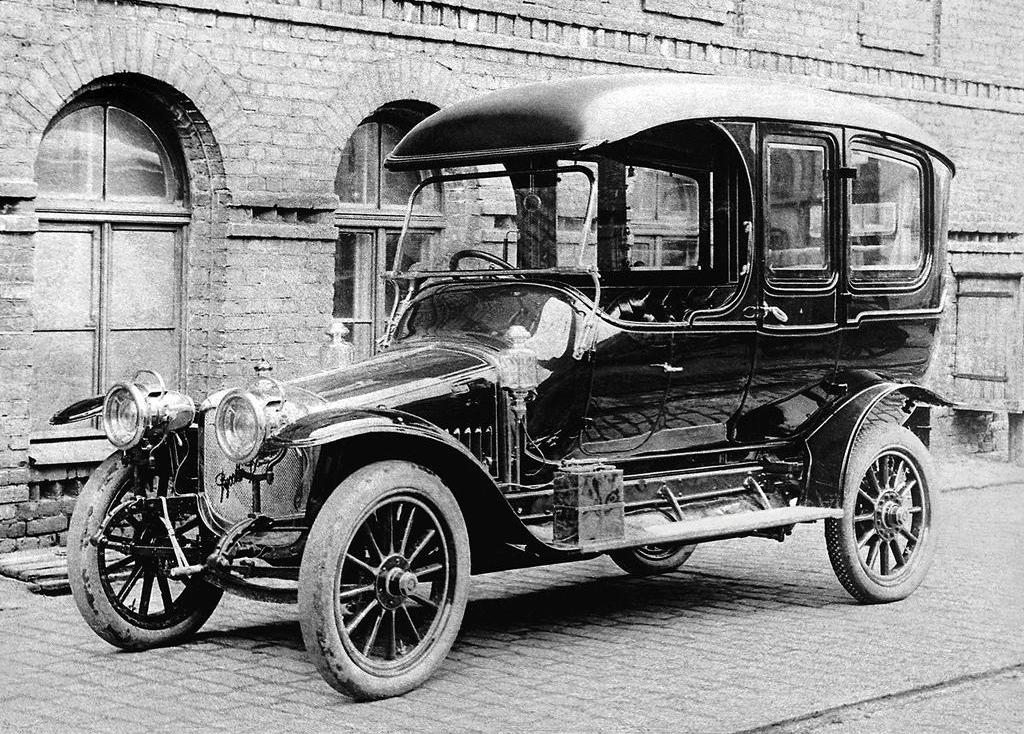
Russo-Balt С-24/40 um 1910

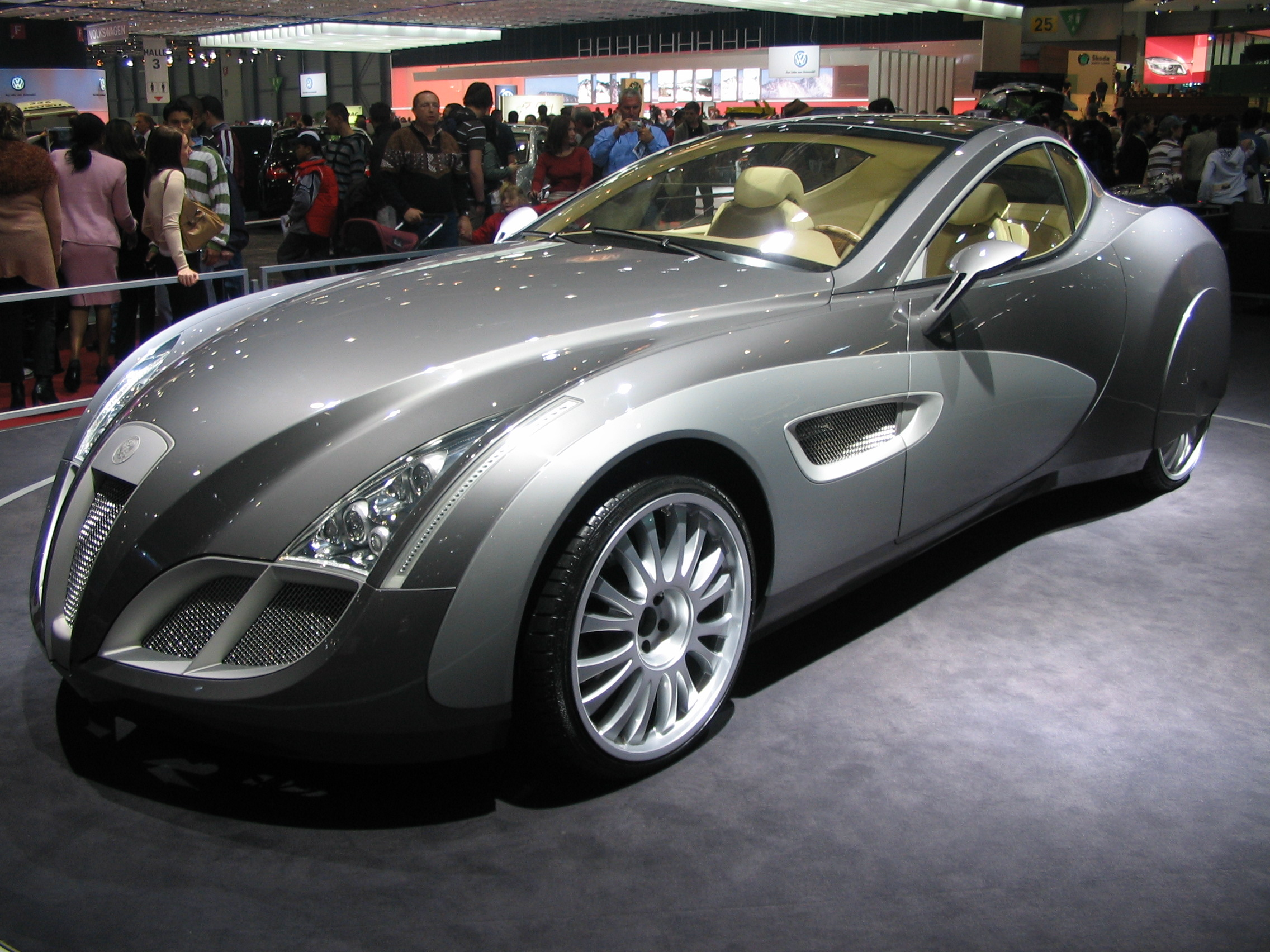
Russo-Baltique Expression von 2007

Russo-Balt (russisch Руссо-Балт, auch Russo-Baltique, Russisch-Baltische Wagenfabrik) war von 1909 bis 1923 ein russischer Automobilhersteller in Riga. Dort entstand auch das erste in Serie produzierte schwere Bombenflugzeug der Welt, die viermotorige Sikorsky Ilja Muromez.

## Geschichte
Das Unternehmen entstand 1869 als Rigaer Filiale der Köln-Deutzer Firma Van der Zypen & Charlier. Zur Vermeidung von Zöllen wurde sogleich eine Eisenbahnwaggonbaufabrik gebaut. 1874 wurde die Filiale in die Russisch-Baltische Waggonbau-Aktiengesellschaft umgewandelt, die 1900 eine Produktion von 5513 Güterwagen und 219 Personenwagen erreichte. Nach dem Russisch-Japanischen Krieg verminderten sich die Aufträge. Der Vorstandsvorsitzende Michail Wladimirowitsch Schidlowski initiierte darauf die Produktion von Automobilen, wofür 1908 eine neue Abteilung gegründet wurde.
Zwischen 1909 und 1915 wurden Automobile in der Russisch-Baltischen Waggonfabrik, kurz RBWS (Русско-Балтийский вагонный завод, РБВЗ) in Riga (heute Lettland) produziert. Das erste Auto war das Werk des damaligen Chefkonstrukteurs, eines Schweizers namens Julien Potterat. Potterat fuhr im Jahre 1911 mit dem Auto von Riga durch Europa, dabei auch in die Schweiz. 1915 wurde das Werk nach Petrograd evakuiert, um es vor dem Ersten Weltkrieg zu schützen.
Ab 1916 lieferte das Werk Fahrgestelle an das Ischorski Sawod in Petrograd, wo die Chassis mit einem Panzeraufbau versehen wurden.
1922 wurden die Reste der Produktion von Petrograd nach Fili bei Moskau in die Erste Panzerwagenfabrik (kurz 1-BTAS, russisch Первый бронетанко-автомобильный завод (1-й БТАЗ), transkribiert Perwy Bronetanko-Awtomobilny Sawod) verlagert und der Markenname für die von 1922 bis 1923 laufende Pkw-Produktion auf Prombron geändert. Russo-Balt produzierte sowohl Lkw wie auch Pkw, unter anderem nach Lizenz des deutschen Rex-Simplex und belgischen Fondu. Der Moskauer Betrieb ist dann im heutigen GKNPZ Chrunitschew aufgegangen.
Heute stellt Russo-Balt in Riga Pkw-Anhänger her.

## Konzeptfahrzeug 2007
Alevel stellte im Frühjahr 2007 auf dem Genfer Auto-Salon einen Prototyp mit dem Markennamen Russo-Baltique aus, der in Zusammenarbeit mit Gerg entstand.